# Hermann Stieve
Hermann Philipp Rudolf Stieve (Monaco di Baviera, 22 maggio 1886 – Berlino, 5 settembre 1952) è stato un medico e anatomista tedesco, completati gli studi di medicina prestò servizio nell'esercito tedesco durante la prima guerra mondiale e si interessò all'effetto dello stress e di altri fattori ambientali sul sistema riproduttivo femminile.
Nel 1921 divenne il più giovane medico a presiedere il dipartimento di medicina di un'università tedesca. Insegnò medicina all'Università di Berlino e negli ultimi anni della sua vita fu direttore dell'Istituto di anatomia presso l'Ospedale universitario della Charité.
Gran parte della ricerca di Stieve fu condotta dopo che il Partito Nazista arrivò al potere in Germania. Stieve non si iscrisse al partito, ma essendo un ardente nazionalista sostenne Adolf Hitler nella speranza di ripristinare l'orgoglio nazionale. I nazisti imprigionarono e giustiziarono molti oppositori politici e i loro cadaveri divennero il materiale di ricerca principale di Stieve. Sebbene gran parte del suo lavoro sia ancora considerato prezioso – tra le altre cose, ha fornito le prove scientifiche che il metodo Ogino-Knaus non fosse efficace nel prevenire la gravidanza − è considerato macchiato dalla sua collaborazione con la repressione politica del regime nazista, soprattutto alla luce dei successivi genocidi.

## Biografia
Nacque a Monaco nel 1886 in una famiglia di religione protestante, figlio dello storico Felix Stieve. Suo fratello maggiore sarebbe divenuto il futuro diplomatico Friedrich Stieve e sua sorella minore la futura assistente sociale Hedwig Stieve.
Si diplomò al Wilhelmsgymnasium nel 1905. Dopo il tirocinio presso l'Ospedale Rechts der Isar, gli studi di medicina all'Università Ludwig Maximilian di Monaco e all'Università di Innsbruck, e l'anno di servizio nell'esercito, divenne medico nel 1912. Lavorò nella ricerca anatomica per un anno prima dello scoppio della prima guerra mondiale nel 1914. Nell'esercito assistette i pazienti al fronte e insegnò nella scuola di medicina militare di Monaco. Il suo servizio fu riconosciuto con diverse onorificenze.
Dopo la guerra conseguì l'abilitazione pubblicando un articolo sullo sviluppo dell'ovaio della taccola e ottenne una cattedra come docente e ricercatore di anatomia e antropologia all'Università di Lipsia dove fu noto per le sue lezioni tenute con una veste accademica nera.

## Carriera accademica e attività politica
Come molti veterani di guerra tedeschi, Stieve era insoddisfatto del governo democratico della Repubblica di Weimar. Era un nazionalista tedesco e queste convinzioni politiche lo portarono a partecipare in molte organizzazioni politiche e paramilitari di destra dell'epoca, organizzazioni precursori del Partito Nazista. Si unì al Partito Popolare Nazionale Tedesco (in tedesco Deutschnationale Volkspartei, DNVP) poco dopo aver assunto l'incarico a Lipsia, e successivamente ai Freikorps locali. Si unì anche all'Orgesch (Organisation Escherich) di Georg Escherich, un'organizzazione paramilitare che venne sciolta dagli Alleati nel 1921 in violazione delle disposizioni imposte al riarmo tedesco dal Trattato di Versailles. Nello stesso anno si schierò a favore del Putsch di Kapp, il tentato colpo di stato che costrinse per breve tempo il governo della Repubblica a fuggire da Berlino.
Conseguì il dottorato e fu nominato professore di anatomia all'Università "Martin Lutero" di Halle-Wittenberg. Fu anche nominato direttore dell'istituto anatomico dell'università rendendolo così, all'età di 35 anni, il più giovane medico ad aver mai presieduto un dipartimento di medicina di un'università tedesca. Nello stesso anno entrò a far parte di un'altra organizzazione paramilitare, Der Stahlhelm, l'ala armata del DNVP che costituiva il servizio di sicurezza usato nelle riunioni del partito. Nei cinque anni successivi, le sue responsabilità accademiche compresero anche la presidenza del Comitato universitario tedesco per l'educazione fisica: in quel periodo, gli elementi militaristi del corpo politico tedesco con cui Stieve era coinvolto si rafforzarono e divennero più apertamente antidemocratici.
Nel 1933, mentre il governo nazista consolidò il suo potere, fu eletto rettore del consiglio universitario. Come altri accademici tedeschi, Stieve non protestò quando i nazisti cacciarono gli ebrei dalla facoltà, ma tuttavia, pur accettando il governo di Adolf Hitler come una restaurazione dell'orgoglio nazionale, non si iscrisse al Partito Nazista; uno dei pochi amministratori tedeschi di una scuola di medicina a non farlo. Stieve fu anche un nazionalista sul tema della lingua, perché difese l'intenzione di sostituire le parole di origine inglese con gli equivalenti germanici. Divenne passivamente membro del partito quando i rimanenti Stahlhelm furono inglobati nella riserva SA nel 1934.

### Ricerca medica

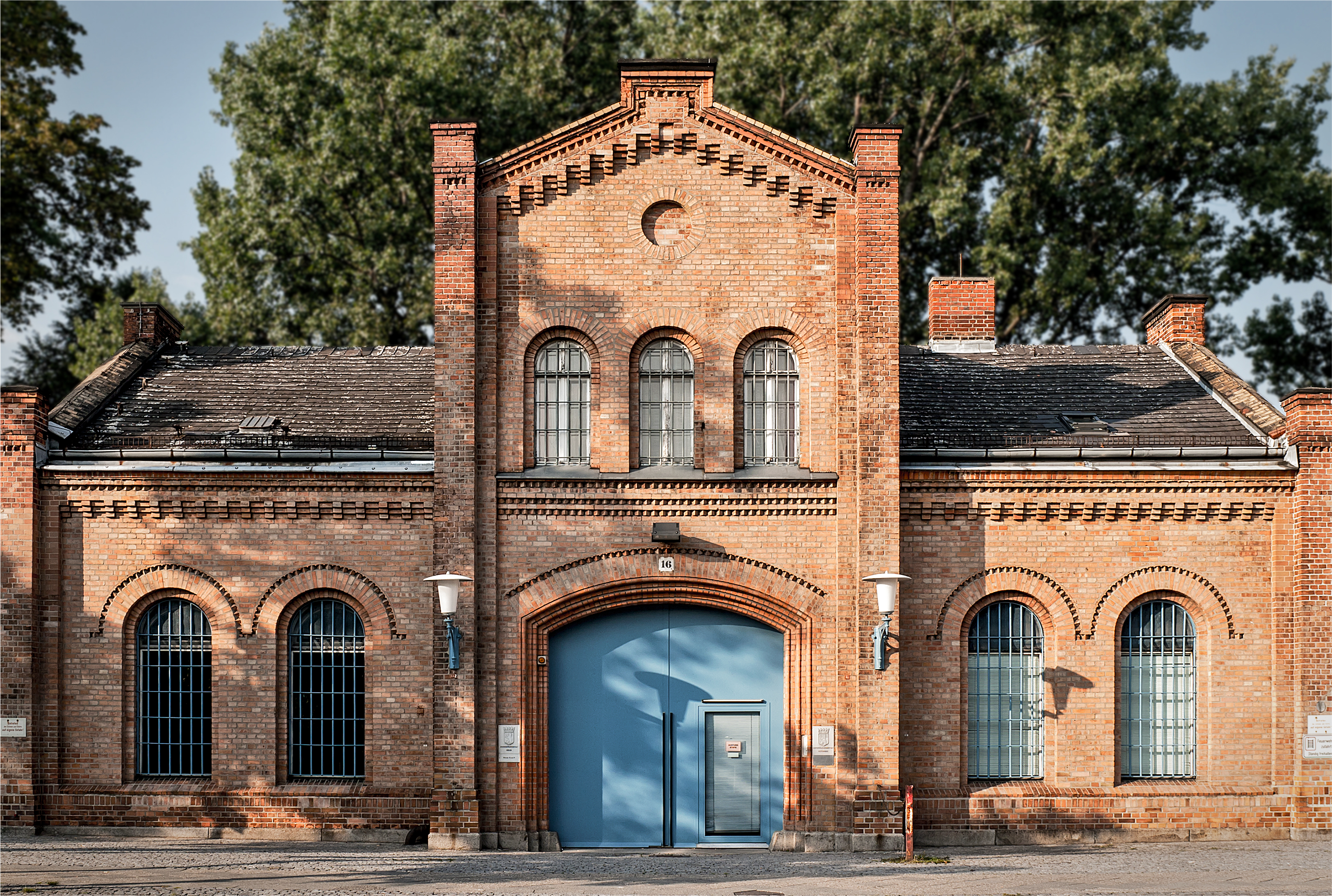
La prigione di Plötzensee, dove Stieve si procurò quotidianamente i cadaveri da esaminare.

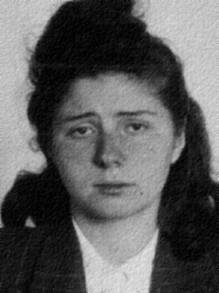
Liane Berkowitz

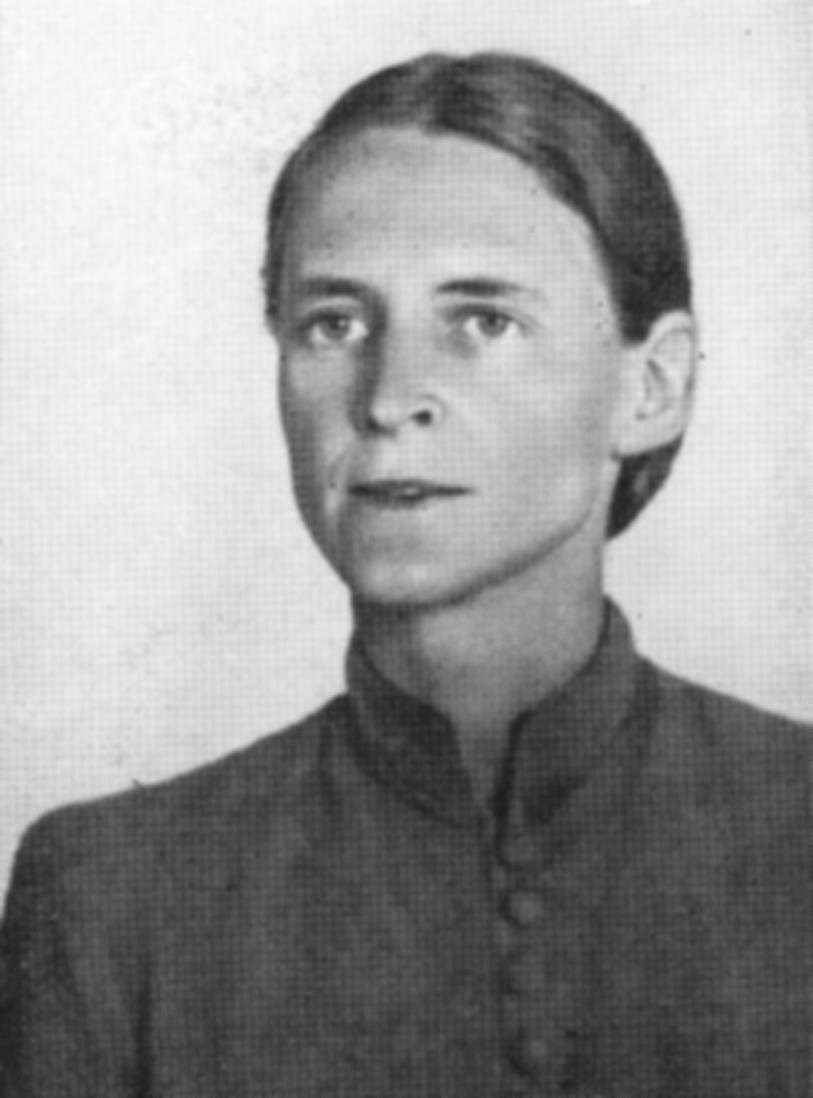
Mildred Harnack, giustiziata per spionaggio nel 1943. Il suo corpo è l'unico dei 182 utilizzati per la ricerca di cui si conosce il luogo di sepoltura.

A seguito della sua tesi di dottorato, Stieve continuò la sua ricerca sulle ovaie e sul sistema riproduttivo femminile: fu particolarmente interessato all'influenza dello stress sulla fertilità. Più in generale, fu interessato a studiare gli organi umani, riuscendo a ottenere alcuni uteri e ovaie dai corpi delle vittime di incidenti. Una delle migliori fonti storiche di organi per la ricerca, i corpi dei criminali giustiziati, non gli fu ancora disponibile nei primi anni della sua ricerca, poiché il governo di Weimar faceva un uso minimo della pena di morte e non giustiziava le donne. In una lettera del 1931, Stieve si lamentò della difficoltà di reperire le ovaie di donne sane.
Nel 1934, i nazisti arrestarono molti oppositori politici. Una volta imprigionati, gli oppositori venivano giustiziati in gran numero, tanto che non c'era più carenza di corpi da utilizzare per la ricerca. "Le camere di esecuzione delle carceri di tutto il Terzo Reich erano dei veri e propri mattatoi e i resti venivano consegnati a tutti gli istituti universitari di anatomia della Germania (e probabilmente dell'Austria)", scriveva William Seidelman, storico della medicina dell'Università di Toronto.
Accettò la cattedra presso l'Università Humboldt di Berlino e la direzione del suo istituto anatomico, raggiunse un accordo con gli amministratori della prigione di Plötzensee per ottenere tutti i corpi dei fucilati, impiccati o decapitati, molti dei quali prigionieri politici, mentre altri erano "lavoratori polacchi in schiavitù e russi giustiziati per atti come ad esempio la socializzazione con le donne tedesche", secondo Seidelman. I tribunali nazisti ordinarono decine e poi centinaia di esecuzioni di civili ogni anno, per un totale stimato tra le 12 000 e le 16 000 esecuzioni nel periodo dal 1933 al 1945. Sembra che durante le sue ricerche, abbia reclamato i cadaveri di 182 vittime al regime nazista, 174 dei quali erano donne di età compresa tra i 18 e i 68 anni; due terzi delle vittime erano di origine tedesca.
Per i cadaveri femminili, a cui era particolarmente interessato, si avvalse dei dettagliati registri della prigione: ottenne i resoconti e le informazioni su come le donne avevano reagito alla loro condanna a morte, su come si erano adattate alla vita in prigione e sui tempi del loro ciclo mestruale. Quando una donna in età riproduttiva doveva essere giustiziata dalla Gestapo, Stieve veniva informato, si concordava la data dell'esecuzione e si comunicava alla prigioniera la data prevista per la sua morte. Stieve studiò quindi gli effetti che il trauma psichico provocava sul ciclo mestruale della condannata. Al momento dell'esecuzione, gli organi pelvici della donna venivano rimossi per l'esame istologico. Stieve pubblicò i rapporti basati su questi studi senza esitazioni o scuse, scrisse 230 articoli sugli effetti dello stress sul sistema riproduttivo femminile: le donne sottoposte all'esecuzione ovulavano in modo meno prevedibile e a volte sperimentavano quelle che lui definì "emorragie da shock". In un articolo sostenne che il metodo contraccettivo Ogino-Knaus fosse inefficace a causa delle variazioni del ciclo. Nonostante gli errori di Stieve nella comprensione della fisiologia, la sua conclusione è ancora accettata come corretta.
Nel 1942 cambiarono gli orari in modo che le esecuzioni avvenissero anche di notte; grazie alla sua influenza sui funzionari, Stieve riuscì a convincerli a ritornare agli orari del mattino, in modo da poter trattare i corpi e i tessuti nello stesso giorno. Le affermazioni secondo cui la sua influenza si sarebbe spinta fino a scegliere le date di esecuzione delle donne in base al loro ciclo sono state smentite, e altri resoconti secondo cui avrebbe permesso agli ufficiali delle SS di violentare alcuni prigionieri per studiare la migrazione degli spermatozoi non sono stati comprovati e appaiono ancora dubbi (nessuno dei documenti di Stieve menziona lo sperma come oggetto di indagine) anche se Seidelman, che per primo riferì questo fatto, insiste che sia avvenuto. Inoltre, contrariamente a un'altra relazione, Stieve ricavò del sapone dai resti dei corpi dopo la loro dissezione.
Tra coloro che furono esaminati sui tavoli di laboratorio dopo la morte c'erano alcuni dei più importanti membri della resistenza tedesca. I corpi di Harro Schulze-Boysen e di sua moglie Libertas, insieme a quelli di Arvid Harnack e Liane Berkowitz, tutti membri dell'Orchestra Rossa, furono oggetto dei suoi studi dopo l'esecuzione verso la fine del 1942. L'anno successivo anche il corpo di Elfriede Scholz, sorella del romanziere Erich Maria Remarque, fu lasciato a Stieve dopo la sua esecuzione per aver "minato il morale" affermando che la guerra era ormai perduta. L'elenco della ricerca di Stieve è stato ottenuto 70 anni dopo e dal 2018 questi documenti sono conservati nel Memorial Site for the German Resistance di Berlino.
Mildred Harnack, originaria del Wisconsin, sembrò inizialmente sfuggire a questo destino ma fu condannata a sei anni di reclusione per le sue attività di spionaggio. La sentenza fu annullata su ordine diretto di Hitler e sostituita con la decapitazione, rendendola così l'unica donna statunitense che Hitler ordinò personalmente di giustiziare. Uno studente di Stieve fece uscire i suoi resti in una borsa e li fece seppellire nel cimitero di Zehlendorf, rendendola così l'unico membro dell'Orchestra Rossa di cui si conosce il luogo di sepoltura.
Quando i corpi di Harnack e degli Schulze-Boysen furono nella sala d'esame, una delle amiche di Libertas, Charlotte Pommer, che aveva intrapreso gli studi di medicina, li riconobbe e abbandonò il programma sul posto, poiché sapeva che Libertas voleva essere sepolta in un luogo tranquillo e silenzioso. In seguito la Pommer divenne lei stessa una dissidente, nascose un familiare di una delle persone coinvolte nell'attentato a Hitler del 1944 e finì lei stessa in carcere verso la fine della guerra. È l'unica studentessa o assistente di Stieve ad aver lasciato il programma per motivi morali. Stieve stesso affermò di aver rifiutato i corpi di alcuni dei complici dell'attentato, ma riferì di non aver avuto problemi a sezionare il corpo di Walter Arndt, un suo amico di lunga data che fu giustiziato nel 1944. Sembra che abbia conservato il cuore di Arndt.

## Nel dopoguerra
Quando la guerra finì, sia le potenze occupanti che le famiglie delle vittime iniziarono a cercare di sapere cosa fosse successo ai corpi dei giustiziati. In molti casi fu impossibile capirlo perché la documentazione non fu disponibile, sia corpi che i campioni rimasti erano raramente identificabili. L'identità di coloro su cui Stieve fece le sue ricerche divenne nota solo quasi 70 anni dopo la guerra, quando un elenco compilato nel 1946 da lui stesso per un ministro protestante che cercava di aiutare alcuni parenti dei detenuti di Plötzensee a trovare i loro resti fu pubblicato in una rivista medica dalla ricercatrice Sabine Hildebrandt.
Come molti medici tedeschi che erano stati in qualche modo complici dei crimini contro l'umanità del regime nazista, Stieve non fu mai ritenuto responsabile. Dopo che nel 1946 il processo ai medici tenuto a Norimberga portò alla condanna dei 14 medici che avevano condotto gli esperimenti su soggetti viventi e non consenzienti nei campi di concentramento, la categoria medica del Paese cercò al suo interno per capire chi altro avesse commesso crimini di guerra. Nel 1948 fu annunciato che solo alcune centinaia delle migliaia di medici del Paese lo avevano fatto, un numero che escludeva Stieve e molti dei suoi colleghi anatomisti dato che svolsero il loro lavoro nelle università piuttosto che nei campi. C'era reale preoccupazione per la possibile perdita di medici insegnanti in Germania se tutti coloro che avevano accettato i corpi dei giustiziati a scopo di ricerca fossero stati imprigionati o altrimenti interdetti dall'esercizio della professione o dall'insegnamento.
In un'occasione difese il suo lavoro: "Un anatomista cerca solo di recuperare i risultati di quegli incidenti che appartengono alle esperienze più tristi conosciute nella storia dell'umanità"; "Non devo assolutamente vergognarmi del fatto che sono stato in grado di rivelare nuovi dati dai corpi dei giustiziati, cose prima sconosciute e ora note in tutto il mondo". Dopo la sua morte, l'Accademia bavarese delle scienze riconobbe le critiche al lavoro di Stieve nel necrologio pubblicato nel suo annuario, si sentì in dovere di mettere a tacere le "false accuse", sottolineando che Stieve non aveva mai messo piede in un campo di concentramento, né aveva chiesto all'amministrazione carceraria che "questo o quello accadesse" prima dell'esecuzione. I corpi che dissezionava, si sosteneva, erano vittime di incidenti o erano criminali comuni legalmente condannati a morte.
Continuò a dirigere l'Istituto di Anatomia della sua università e solo la sua morte interruppe il suo lavoro nel 1952. Nonostante il coinvolgimento in diversi crimini di guerra, la metà dei medici tedeschi membri del partito nazista continuò a esercitare la professione dopo la guerra. Per il suo lavoro fu eletto membro dell'Accademia tedesca delle scienze di Berlino e dell'Accademia Cesarea Leopoldina. Anche l'Accademia reale svedese delle scienze gli conferì la qualifica di membro. L'ospedale eresse un busto di Stieve e gli intitolò una sala conferenze.
Morì per un ictus nel 1952 mentre era ancora direttore dell'istituto. Avrebbe voluto lasciare il proprio corpo alla scienza, ma fu sepolto dopo l'obiezione della moglie.

## Eredità
L'opera di Stieve continua a essere scientificamente importante e controversa, man mano che se ne conoscono le circostanze. Nel 1986, in occasione del suo centenario, fu elogiato come "un grande anatomista che ha rivoluzionato le basi della ginecologia attraverso la sua ricerca clinico-anatomica". Nel 2009, gli storici della medicina tedeschi Andreas Winkelmann e Udo Schagen concludono che "Stieve non era né un assassino né un fervente nazista. Tuttavia, i risultati delle sue ricerche erano viziati dal contesto etico e politico dell'epoca".
La ricerca di Stieve, anche se non in forma direttamente attribuibile a lui, è stata alla base di una controversia sul tema legato alla gravidanza dopo lo stupro durante le elezioni del Senato degli Stati Uniti del 2012. In Missouri, per giustificare la sua opposizione a permettere alle donne ingravidate durante gli stupri di abortire, il candidato repubblicano Todd Akin affermò che nei casi di "stupro legittimo" lo stress renderebbe improbabile il concepimento. La base dell'affermazione era in un libro del 1972 dell'attivista antiabortista Fred Mecklenburg, che citava un presunto esperimento nazista in cui le donne sottoposte a stress traumatico non ovulavano. Sabine Hildebrandt, storica e anatomista della Harvard Medical School, ha riconosciuto che si trattava di una comprensione apparentemente imperfetta dei risultati di Stieve.